# Méndez Álvaro (métro de Madrid)
Méndez Álvaro est une station de la ligne 6 du métro de Madrid, en Espagne. Elle comprend également une gare des trains de banlieue du réseau Cercanías Madrid ainsi qu'une gare routière.

## Situation sur le réseau
La station de métro se situe entre Arganzuela-Planetario et Pacífico. La station de trains de banlieue se situe sur la ligne à écartement ibérique de Móstoles à Parla, au point kilométrique 1,7 et sur la ligne d'Atocha à Pinar de las Rozas au point kilométrique 5,4.

## Histoire
La station Méndez Álvaro fait partie du tronçon inauguré le 7 mai 1981 par Leopoldo Calvo-Sotelo, président du gouvernement espagnol.

## Services aux voyageurs

### Intermodalité
La station est en correspondance avec les lignes d'autobus n°8, 102, 113, 148, 152, 156, N11 et N13 du réseau EMT ainsi que les autobus interurbains 418, 419 et 423.